# Otobe
Otobe (乙部町?) è una cittadina giapponese della prefettura di Hokkaidō.